# La Couture, Vendée

La Couture este o comună în departamentul Vendée, Franța. În 2009 avea o populație de 196 de locuitori.